# Hedysarum armenum
Hedysarum armenum är en ärtväxtart som beskrevs av Pierre Edmond Boissier och Pjotr Tjichatjov. Hedysarum armenum ingår i släktet buskväpplingar, och familjen ärtväxter. Inga underarter finns listade i Catalogue of Life.